# Grevillea acerata
Grevillea acerata är en tvåhjärtbladig växtart som beskrevs av Mcgill.. Grevillea acerata ingår i släktet Grevillea och familjen Proteaceae. Inga underarter finns listade i Catalogue of Life.